# 东邵渠镇
东邵渠镇是中国北京市密云区下辖的一个镇，中华人民共和国建国前属怀柔县，现位于区境南部。

## 行政区划
东邵渠镇下辖以下地区：
东升社区、东进社区、太保庄村、高各庄村、东邵渠村、石峨村、界牌村、史长峪村、大石门村、西邵渠村、东葫芦峪村、西葫芦峪村、大岭村、小岭村、银冶岭村和南达峪村。